# Irã nos Jogos Paralímpicos de Verão de 2016
O Irã participou dos Jogos Paralímpicos de Verão de 2016, que foram realizados na cidade do Rio de Janeiro, no Brasil, entre os dias 7 e 18 de setembro de 2016.
A participação ficou marcada pela morte do ciclista paralímpico Bahman Golbarnezhad, a 17 de setembro de 2016 foi vítima de um grave acidente durante a competição de ciclismo de estrada na categoria C4.